# Río Cushabatay
El río Cushabatay es un cuerpo de agua que discurre por el departamento de Loreto, al noreste del Perú. Su origen proviene de la cordillera Azul y desemboca en el río Ucayali.

## Descripción

### Recorrido
Cushabatay nace de la zona más occidental de la cordillera Azul, dentro del parque nacional homónimo, específicamente del Cerro Cinco Puntos; discurre por el distrito de Pampa Hermosa, provincia de Ucayali, al sur del departamento de Loreto.
El recorrido del río, junto a los ríos San Rafael y Inahuaya, forman la transición entre faja subandina y el llano Amazónico.

### Protección
En el valle del Cushabatay se encuentra el Cerro Cinco Puntos, a su vez, es uno de los principales lugares de los bosques nublosos. En sus valles que forman parte del Parque nacional Cordillera Azul se descubrió al Myrmoderus eowilsoni, un ave endémica del Cushabatay.